# Ю Сюсон
Ю Сюсон (спрощ.: 俞秀松; піньїнь: Yú Xiùsōng) (він же Ван Шоу-Чен (Сун) (псевдонім Наріманов) (1 серпня 1899 Чжецзян, Династія Цін — 21 лютого 1939 Москва, РСФСР, СРСР) був одним із перших членів Комуністичної партії Китаю, розстріляний 1939 році у Москві, реабілітований посмертно жерта Сталінського Великого терору.
Він почав відвідувати Першу нормальну школу у Чжецзяні (нині Середня школа Ханчжоу) у 1916 році. Рух 4 травня 1919 року спонукав його стати студентським активістом. У 1920 році він заснував Комуністичний союх молоді Китаю та став її першим лідером. У 1922 році він підтримав Рух за захист конституції Сунь Ятсена. В результаті Першого Об'єднаного фронту в 1924 році Гоміньдан надав Юю посаду в його рідній провінції.
У жовтні 1925 року Юй поїхав до Радянського Союзу для навчання в Московському університеті імені Сунь Ятсена, де познайомився з Ван Міном.29 жовтня 1932 року під тиском Ван Міна, який став головою делегації КПК у Комінтерні, Юй був усунений від роботи в університеті.
У 1933 році він перебував на Далекому Сході СРСР. У 1933 році, відповідно до рішення ЦК ВКП(б), був направлений на роботу в Хабаровськ.
У Хабаровську Юй працював у китайській газеті «Гунженьчжи лу» («рос. Рабочий путь»), в якій головним редактором з червня 1932 був його друг Чжоу Давень. Юй був призначений його заступником. Через три роки його у складі групи з двадцяти п'яти китайських комуністів, які проживали в СРСР, відрядили до Сіньцзяна. Він прибув до Сіньцзяну влітку 1935 року та очолив секретаріат Народної антиімперіалістичної асоціації. Був одружений із сестрою місцевого воєначальника Шен Шицая.
За ініціативою Кан Шена, Ван наказав Ден Фа заарештувати Ю за звинуваченням у троцькізмі приблизно між 10 і 27 грудня 1937 року. У травні чи червні 1938 року Ю був екстрадований назад до Радянського Союзу. Його засудили до смертної кари та стратили в Москві. Смерть Юй ознаменувала остаточний розрив між Ваном і Чжан Готао. У 1962 році, після розколу Китаю та Радянського Союзу, Ю був посмертно проголошений революційним мучеником.
Історія шлюбу Юй Сюсона та Шен Шитун, молодшої сестри правителя Сіньцзяну Шен Шицая, добре відома. Їхні романтичні стосунки зустріли опір з боку родини Шен, й особливо її брата, який сумнівався в доцільності цього союзу через політичні погляди брата.
Гарегін Апресов, радянський консул в Урумчі, відіграв ключову роль у подоланні цих перешкод. Розуміючи, що шлюб може зміцнити відносини між СРСР та Шен Шицаєм, Апресов особисто втрутився, щоб переконати Шен Шицая погодитися на весілля для покращення політичних відносин.
У 1936 році відбулася пишна церемонія, на якій були присутні високопосадовці, зокрема представники радянської сторони. Через Апресова Сталін подарував молодятам коробку з одягом.
Однак у 1937 році Юй Сюсуна та ще двадцять чотири людини було відправлено до СРСР, усіх заарештованих та передали представникам радянського НКВС, згодом усіх їх було страчено через розстріл.
Шен Шитун, залишившись сама, присвятила своє життя пошуку правди про долю свого чоловіка та відновленню його доброго імені. Після багаторічних зусиль, у 1996 році, вже у похилому віці, вона домоглася його реабілітації — Генеральна прокуратура Російської Федерації офіційно відновила репутацію Юй Сюсуна, визнавши його повну невинність.